# 소금별
"소금별"은 2015년에 제작한 대한민국의 영화이다.

## 캐스팅
- 박서연 - 지우 역
- 박희건 - 미잔 역
- 박종상
- 이용이
- 이교엽